# The Operation M.D.
The Operation M.D., anciennement The Operation, est un groupe de garage rock canadien, originaire d'Ajax, en Ontario, et Los Angeles, aux États-Unis. Il est formé en 2006 par Todd Morse (alias Dr. Rocco), guitariste des groupes Juliette and the Licks et H2O, et par Jason McCaslin, bassiste du groupe Sum 41. Il s'agit d'un projet en parallèle de leurs groupes respectifs. Le premier album du groupe, We Have An Emergency, est sorti le 20 février 2007, et Birds + Bee Stings, second album du duo, est sorti le 29 juin 2010.

## Biographie
Todd Morse et Jason McCaslin se sont rencontrés en 2001 sur le Warped Tour auquel participaient H2O et Sum 41. Ils et se sont rapidement liés d'amitié et ont décidé de former un groupe sur le thème de la médecine. Le groupe a eu succès modéré, excepté au Canada. En effet, le fait que Jason McCaslin soit le bassiste de Sum 41, groupe canadien d'envergure internationale, a poussé les fans de ce groupe à écouter ce projet parallèle. The Operation M.D. reste cependant peu connu et peu reconnu, We Have an Emergency, n'ayant été distribué qu'au Canada et au Japon.
L'enregistrement de leur deuxième album démarre en septembre 2008. Il est enregistré aux Johnny Land Studios et au Cone's à Toronto, Ontario, ainsi que dans un studio abandonné situé à Ajax, surnommé par le groupe Boehlke's Bunkhouse. Les enregistrements s'achèvent le 4 avril 2009, et il est mixé et masterisé en juin 2009.
Le 18 mai 2010, le groupe publie le morceau We Stand sur Myspace. Il s'agit d'un single enregistré pour la compilation à but caritatif Song for Africa - Rwanda: Rises Up! qui est publiée le 22 juin 2010. Le premier single du deuxième album, Buried at Sea, qui est produit par Ian D'sa de Billy Talent (le reste de l'album étant produit par Cone + Todd) est publié le 10 juin 2010, avec l'album Birds + Bee Stings qui est publié quelques semaines plus tard le 29 juin 2010,. Le 28 octobre 2010, le groupe annonce la réédition de l'album Birds + Bee Stings en CD physique au Canada le 30 novembre 2010. Il est soutenu par un concert à la Horseshoe Tavern de Toronto, Ontario, Canada, le 21 décembre 2010.
Le 24 juillet 2011, ils annoncent le tournage d'un nouveau clip. Le 2 septembre 2011, Todd Morse révèle une possible tournée européenne avec possiblement Tom Thacker de Sum 41 et Gob à la guitare. Morse confirme un futur single avec le groupe, Like Everyone Else, pour Noël.

## Membres

### Membres actuels
- Todd Morse (Dr. Rocco) - chant, guitare, claviers
- Cone McCaslin (Dr. Dynamite) - basse, guitare, chant, claviers

### Musiciens additionnels
- Matt Brann - batterie et percussions (sur l'album We Have An Emergency)
- Steve Jocz de Sum 41 (alias Dr. Dinero) - batterie et percussions (sur l'album Birds + Bee Stings)
- Ian D'Sa de Billy Talent (alias Dr. Sauce) - guitare solo, guitare additionnelle et chœurs (sur Buried at Sea)
- Deryck Whibley de Sum 41 (alias Dr. Jack) - guitare additionnelle et claviers (sur Sick + Twisted)

## Discographie

### Singles
- Sayonara - 8 janvier 2007
- Someone Like You - 19 juillet 2007
- Burried At Sea - 8 juin 2010